# Christian Friedrich Lessing
Christian Friedrich Lessing (Groß Wartenberg, Baixa Silèsia, 10 d'agost de 1809 - Krasnoiarsk, 13 de març de 1862) va ser un metge i botànic alemany. Va ser enterrat al Cementiri de la Trinitat, a la ciutat siberiana de Krasnoiarsk.
Lessing va realitzar una extensa investigació botànica a Sibèria i va esdevenir una autoritat botànica en la família de les asteràcies. Va ser l'autor, el 1831, de Reise durch Norwegen nach den Loffoden durch Lappland und Schweden i el 1832 va publicar un influent tractat, amb il·lustracions i descripcions botàniques, sobre la familia de les asteràcies, anomenat Synopsis generum Compositarum (abreujat Syn. Gen. Compos). Originalment, aquesta obra, va ser publicada amb el nom de Synopsis Generum Compositarum Earumque Dispositionis Novae Tentamen Monographiis Multarum Capensium Interjectis... Berolini [Berlin].
Christian Friedrich Lessing va ser fill de Carl Friedrich Lessing (1778-1848), un funcionari de la cort de Breslau que, des de 1809, va ser canceller de la cort de la Freie Standesherrschaft Groß Wartenberg. La seva mare era Clementine Schwarz (1783-1821), filla del canceller del govern del noble Hatzfeldt a Trachenberg. Lessing, a més, era cosí segon del poeta Gotthold Ephraim Lessing (1729-1781) i un dels seus germans va ser el pintor Carl Friedrich Lessing (1808-1880).
El gènere de plantes Lessingia, de la família Asteraceae, porta el nom de Christian Friedrich, Karl Friedrich i Gotthold Ephraim Lessing en honor a ells. L'abreviació d'autor estàndard Less. s'utilitza per indicar aquesta persona com a autor quan es cita un nom botànic.